# Саммі Траоре
Саммі Траоре (фр. Sammy Traoré, нар. 25 лютого 1976, Кретей) — малійський футболіст, що грав на позиції центрального захисника.
Виступав за клуби «Кретей», «Ніцца», «Парі Сен-Жермен» та «Осер», а також національну збірну Малі, з якою став дворазовим учасником Кубка африканських націй.

## Клубна кар'єра
Розпочав займатись футболом у 13 років в футбольній академії ASPTT Paris, з якої згодом потрапив до клубу «Кретей», в якому з 1996 року став залучатись до матчів першої команди, що грала у третьому за рівнем дивізіону, а 1999 року вийшла в Дивізіон 2. Загалом провів у цій команді 8 років, взявши участь у 101 матчі чемпіонату.

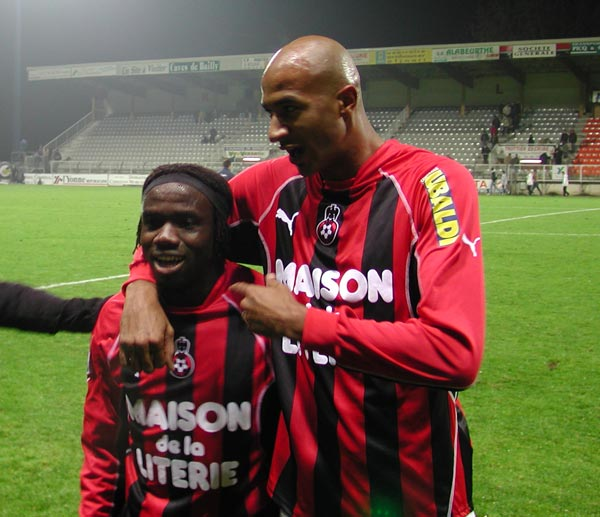
Саммі Траоре (праворуч) та Адекамбі Олюфаде під час гри за «Ніццу» в 2002 році.

2002 року Саммі перейшов у «Ніццу» на запрошення головного тренера команди Гернота Рора, з яким Траоре тривалий час співпрацював у «Кретеї». У новій команді малієць 28 вересня дебютував у Лізі 1 в матчі проти «Сошо» (0:1), а вже, 16 листопада забив свій перший гол у вищому дивізіоні в грі з «Осером» (2:0). Загалом у клубі з Ніцци Траоре грав чотири роки, стабільно граючи в основному складі, а найуспішнішим став його останній сезон у клубі 2005/06, в якому він забив 5 голів, а «Ніцца» посіла восьме місце в Лізі 1.
Влітку 2006 року за 1,5 мільйона євро Саммі перейшов у столичний «Парі Сен-Жермен». У першому сезоні Траоре зіграв за парижан 22 гри у Лізі 1, а також дебютував у єврокубках, зігравши 5 ігор в Кубку УЄФА, де навіть відзначився голом в матчі проти афінського АЕКа (2:0). Втім не маючи стабільного місце в основі у нового тренера Поля Ле Гуена, 9 вересня 2007 року Траоре відправився в річну оренду в «Осер», де провів сезон 2007/08.
2008 року повернувся до клубу «Парі Сен-Жермен», де став деблером основної пари центрбеків Мамаду Сако—Зумана Камара. За цей час виборов титул володаря Кубка Франції у 2010 році. Завершив професійну кар'єру футболіста виступами за столичну команду у 2011 році.
У липні 2016 року мусульманин Траоре був призначений головним тренером аматорського єврейського клубу «Маккабі Кретей».

## Виступи за збірну
Оскільки батьки Саммі були вихідцями з Малі, 2001 року він дебютував в офіційних матчах у складі національної збірної Малі. 
У складі збірної був учасником Кубка африканських націй 2004 року у Тунісі, де зайняв з командою четверте місце, а також Кубка африканських націй 2008 року у Гані.
Протягом кар'єри у національній команді, яка тривала 11 років, провів у формі головної команди країни 21 матч, забивши 1 гол.

## Титули і досягнення
- Володар Кубка Франції (1):

«Парі Сен-Жермен»: 2009–10